# 梁小詩
梁小詩（1975年7月31日—），善行天使的創辦人。一位活躍於馬來西亞及台灣的藝術家，作家，詩人，建筑室內設計師，珠寶商，企業家，慈善家與電視人。她經歷了三次的脊椎外科手術，並長期對抗一種經常重現於脊髓的罕見腫瘤（胸髓腦膜瘤）所造成的局部癱瘓。

## 健康史
在小詩17歲（1992年）時因患上急性胸髓腦膜瘤而導致了截癱。在吉隆坡中央醫院接受手術后奇跡般的重獲行動能力。負責操刀的是徐先生與Selva醫生。在約90%康復后，19歲的小詩已是跳著交際舞，並回到了電視熒幕上。
在28歲（2003年）那年，腫瘤被發現再次盤繞在她的脊髓，讓她再次的癱瘓了。這次她經由雙威醫療中心的神經外科醫生Richard Veerapen操刀。在不能避免對脊髓造成傷害的情況下，腫瘤的主要部分成功被取出，殘留下一些無法除去的部分。這造就了另一個奇跡。由於手術讓她失去了感覺與肢體控制，小詩在無法完全感覺到下肢的情況下隻能依靠視覺來走動。手術后的她，膀胱控制有限，右腿沒法感覺到溫度變化，而左腿也仅保留了少許的肌肉運動知覺。
為了要消除殘留的腫瘤部分，小詩在2006年接受了斯坦福大學的Cyberknife手術，由醫療技術發明者John R. Adler Jr醫生親自操刀。迄今為止，沒有腫瘤遷移和重生的跡象。